# Куруко
Куруко́ (кабард.-черк. Къруукъуэ) — река в республике Кабардино-Балкария. Протекает по территории Баксанского района. Устье реки находится в 41 км по левому берегу реки Куркужин. Длина реки составляет 20 км, площадь водосборного бассейна 63,2 км².

## Данные водного реестра
По данным государственного водного реестра России относится к Западно-Каспийскому бассейновому округу, водохозяйственный участок реки — Малка от Кура-Марьинского канала и до устья, без реки Баксан. Речной бассейн реки — Реки бассейна Каспийского моря междуречья Терека и Волги.
Код объекта в государственном водном реестре — 07020000812108200004412.